# Katedrala sv. Vasilija Blaženog u Moskvi
Katedrala svetog Vasilija Blaženika ili jednostavno Sveti Vasilije je crkva u Moskvi koju je između 1550. i 1560. godine dao izgraditi Ivan IV. (bolje znan kao Ivan Grozni) da obilježi svoja osvajanja, nakon velike ruske pobjede nad Tatarima. Izgradili su je arhitekti Barma i Postnik.

## Povijest
Ime crkve se mijenjalo kroz stoljeća. Najprije je bila posvećena Uznesenju Djevice Marije u skladu s istočnjačkom tradicijom.
Katedrala se zapravo sastoji od osam manjih crkava okupljenih oko jedne glavne. Tlocrt crkve Sv. Vasilija u osnovi je križni. Središnja, glavna crkva, omeđena je četirima osmerokutnim crkvama na glavnoj osi i još četirima – dvjema četverokutnim i dvjema nepravilnog oblika – na dijagonalama. Toranj glavne građevine, koji ima oblik šatora, okružen je maštovitim šarolikim kupolama koje su imale izrazito visoke (poput tornjeva) tambure i vrhove u obliku lukovice (Rusi su počeli koristiti ovaj oblik kupole u 12. stoljeću, umjesto bizantskih plitkih kupola jer su ove bolje podnosile težinu snijega koji je veoma čest problem na sjeveru). Sadrži 10 kapelnih tornjeva, a najveći od njih visok je 46 m.
Prvotno je crkva bila zavjetna, no otkad se 1588. u čast svetog Vasilija dodala deseta kapela, cijela se crkva nazvala Saborna crkva Vasilija Blaženog. 
Eksterijer, prvobitno bijele boje, obojen je u 17. stoljeću kad je željezni (pozlaćeni) krov zamijenjen crijepom.
Godine 1955. restauratori su pronašli tajnu crkvene konstrukcije, zakopanu u zidovima od opeke; korišteni su drveni kalupi koji su pomagali graditeljima u gradnji crkve.

## Vanjske poveznice
|  | Zajednički poslužitelj ima stranicu o temi Crkva sv. Vasilija Blaženog u Moskvi    |
|  | Zajednički poslužitelj ima još gradiva o temi Crkva sv. Vasilija Blaženog u Moskvi |